# Croixrault
Croixrault – miejscowość i gmina we Francji, w regionie Hauts-de-France, w departamencie Somma.
Według danych na rok 1990 gminę zamieszkiwało 356 osób, a gęstość zaludnienia wynosiła 40 osób/km² (wśród 2293 gmin Pikardii Croixrault plasuje się na 645. miejscu pod względem liczby ludności, natomiast pod względem powierzchni na miejscu 538.).